# 1998년 구정컵
1998년 구정컵은 홍콩에서 해마다 열리는 구정컵의 16번째 대회이다. 결승전에서 나이지리아가 홍콩리그 올스타팀을 2-0으로 누르고 우승을 차지했다.

## 같이 보기
- 홍콩 1부 리그